# 15898 Kharasterteam
15898 Kharasterteam (1997 QP) là một tiểu hành tinh vành đai chính được phát hiện ngày 26 tháng 8 năm 1997 bởi P. Pravec và L. Šarounová ở Đài thiên văn Ondřejov.